# I Know What You Did Last Summer (canção)
"I Know What You Did Last Summer" é uma canção gravada pelo cantor e compositor canadense Shawn Mendes e pela cantora cubana-mexicana Camila Cabello. Foi lançado como o primeiro single de sua versão revisada de seu álbum de estúdio de estréia, Handwritten (2015), pela Island Records em 18 de novembro de 2015. Alcançou o top 20 na Billboard Hot 100, parada de singles dos Estados Unidos, e no Canadian Hot 100.

## Antecedentes e conceito
"I Know What You Did Last Summer" foi escrita espontaneamente nos bastidores de um dos shows da The 1989 World Tour, turnê da cantora  Taylor Swift, na qual Shawn foi o ato de abertura e Camila junto do grupo Fifth Harmony foram convidadas especial da noite do show. Mendes comentou em um video como foi compor a canção:
| “ | "Nós estávamos nos bastidores, havia cerca de 100 pessoas no meu camarim no momento, e foi uma loucura lá atrás, mas não tinha essa guitarra e eu estava preso, e, basicamente, eu escrevi um pré-refrão e um coro em cerca de 30 minutos", "e eu pretendo entrar no estúdio e era como uma sessão de 11 horas em um estúdio que terminamos de escrever a canção". | ” |

Depos de uma performance no Live! with Kelly and Michael, Camila disse::
| “ | "Estávamos meio que com a mente bloqueada. Nós não estávamos realmente conscientemente quando escrevendo a canção. Era como se estivéssemos esculpido melodias e colocando letras nela; não pensavamos que teríamos uma canção". | ” |

Camila descreveu a canção como sendo "uma conversa entre duas pessoas em que o relacionamento está terminando, porém estes não querem aceitar".

## Composição
"I Know What You Did Last Summer" contém elementos de Ain't No Sunshine single de Bill Withers, assim, os créditos de composição foram também dada a Withers. A canção é cantada, em Lá menor, com um ritmo de 114 batidas por minuto e um tempo de 4/4.

## Vídeo clipe
O vídeo clipe da canção foi lançado em 20 de novembro de 2015 e foi dirigido por Ryan Pallotta. No vídeo Mendes e Cabello, 17 e 18 anos, respectivamente, no momento da realização da canção e filmagem do vídeo, são vistos caminhando através de uma paisagem escura e desolada. Cabello canta sobre como ela enganou Mendes, mas tenta convencê-lo que ela não queria. Eles continuam tentando caminhar um para o outro, mas eles não saem do lugar. Eles são vistos resistindo a uma tempestade de areia, seguido por uma tempestade de neve e uma tempestade que culmina em um impasse de sortes com eles tentando desesperadamente reparar seu relacionamento.

## Performances ao vivo
Mendes e Cabello Performaram a canção pela primeira vez no Live! with Kelly and Michael no dia 20 de novembro de 2015. Eles também performaram a canção também no "'The Late Late Show with James Corden no dia 24 de novembro de 2015. e no Pitbull's New Year's Revolution no dia 31 de dezembro de 2015 em Miami, Florida. Mendes e Cabello performaram também no The Tonight Show Starring Jimmy Fallon, em 4 de janeiro de 2016.
Precedido por uma performance de "Stitches", Mendes e Cabello cantaram "I Know What You Did Last Summer" no People's Choice Awards de 2016. Eles performaram também no The Ellen DeGeneres Show em 17 de fevereiro de 2016.

## Desempenho nas tabelas musicais
"I Know What You Did Last Summer" estreou no número noventa e sete na Billboard Hot 100 em 05 de dezembro de 2015, e subiu para posição de número cinquenta e cinco na semana seguinte. Na semana que terminou em 09 de janeiro de 2016, a canção saltou do número quarenta e seis para o número trinta e três. A música, desde então, atingiu um pico de número vinte no chart, em data de 30 de janeiro de 2016. Dando a Mendes seu segundo top 20 no chart.
| Tabela musical (2019)                     | Melhor posição |
| ----------------------------------------- | -------------- |
| Alemanha (Media Control Charts)           | 90             |
| Austrália (ARIA Charts)                   | 33             |
| Bélgica (Ultratop 50 de Flandres)         | 21             |
| Bélgica (Ultratop 40 de Valônia)          | 22             |
| Dinamarca (Hitlisten)                     | 21             |
| Eslováquia (Rádio Top 100)                | 67             |
| Eslováquia (Singles Digitál Top 100)      | 19             |
| Estados Unidos (Billboard 100)            | 20             |
| Estados Unidos (Adult Top 40)             | 28             |
| Estados Unidos (Dance Club Songs)         | 5              |
| Estados Unidos (Mainstream Top 40)        | 10             |
| Grécia (Billboard)                        | 9              |
| Hungria (Single Top 40)                   | 7              |
| Hungria (Stream Top 40)                   | 26             |
| Irlanda (IRMA)                            | 42             |
| Itália (FIMI)                             | 53             |
| Noruega (VG-lista)                        | 18             |
| Nova Zelândia (Recorded Music NZ)         | 1              |
| Países Baixos (Dutch Top 40)              | 12             |
| Países Baixos (Single Top 100)            | 17             |
| Polônia (Polish Airplay Top 100)          | 27             |
| Reino Unido (UK Singles Chart)            | 42             |
| República Checa (Rádio Top 100)           | 24             |
| República Checa (Singles Digitál Top 100) | 27             |
| Suécia (Sverigetopplistan)                | 24             |
| Suíça (Schweizer Hitparade)               | 51             |

| Tabela musical (2015)              | Melhor posição |
| ---------------------------------- | -------------- |
| Canadá (Canadian Hot 100)          | 86             |
| Estados Unidos (Billboard Hot 100) | 86             |
| Países Baixos (Single Top 100)     | 69             |

## Certificações
| Região | Certificação | Vendas/distribuição |
| --- | ------------ | ------------------- |
| Austrália (ARIA) | 3× Platina   | 210,000^            |
| Canadá (Music Canada) | 2× Platina   | 160,000‡            |
| Dinamarca (IFPI Dinamarca) | Platina      | 90,000^             |
| Estados Unidos (RIAA) | 2× Platina   | 2,000,000‡          |
| Itália (FIMI) | Ouro         | 25,000‡             |
| México (AMPROFON) | Ouro         | 30,000*             |
| Noruega (IFPI Noruega) | Platina      | 4,000,000‡          |
| Nova Zelândia (RMNZ) | Ouro         | 15,000^             |
| Reino Unido (BPI) | Platina      | 600,000‡            |
| Suécia (GLF) | Platina      | 40,000‡             |
| *vendas baseadas apenas na certificação ^distribuições baseadas apenas na certificação ‡vendas+valores de streaming baseados apenas na certificação |              |                     |